# Lillie Ericson-Udde
Lillie Christina Ericson-Udde (ibland bara Ericson, senare gift Matthiessen), född den 6 juni 1892, död den 22 februari 1981, var en svensk skådespelerska, sångerska och revyartist.

## Yrkeskarriär
Ericson-Uddes revykarriär är främst förknippad med Ernst Rolf. Redan under Rolfs tid som ledare av kabarén på Fenixpalatset 1917–1918 hörde Ericson-Udde till "stamtruppen" i ensemblen och betraktades av Rolf därtill som "något av en mascot" (allt enligt Uno Myggan Ericsons Rolf-biografi). Utöver att hon sjöng sina egna nummer kom Ericson-Udde snart även att överta Rolfs egen ursprungliga roll som kabaréns konferencier. Hon fortsatte sedan att uppträda i Rolfs revyer under tidigt 1920-tal, såväl i Sverige som i Norge. Bland kända melodier som Ericson-Udde lanserade hos Rolf märks "Dock-Lisa" (även känd som "Lillan skall sova och vara snäll"), "När jag blåser lätta bubblor" (den svenska versionen av "I'm forever blowing bubbles") och "Liliput" (till en melodi av Friedrich Holländer).
Det var också genom Rolfs försorg som Ericson-Udde kom att skivdebutera. I den studio som Rolf upprättat i sitt eget hem i Saltsjöbaden sjöng hon hösten 1920 in minst tre sidor, vilka av okänd anledning dock inte utgavs på Rolfs eget skivmärke Rolf Succés utan på Ekophon. Senare gjorde Ericson-Udde även inspelningar i Norge för Odeon och His Master's Voice.
Utöver hos Rolf så framträdde Ericson-Udde även hos andra revymakare som Svasse Bergqvist ("Zick-Zack", Mosebacke revyteater 1918) och Karl-Ewert Christenson ("Med Folkan för fosterlandet", Folkteatern 1922).

## Familj
Ericson-Udde var dotter till köpmannen John Ericson och Ulrika Foll. Hon var på 1910-talet trolovad med skådespelarkollegan Otto Hagert, vilken dock omkom i Getåolyckan 1918. Hon hade därefter ett förhållande med greve Folke Bernadotte, vilket resulterade i dottern Jeanne (1921–1991). När Ericsson-Udde 1925 gifte sig med skeppsredaren Carl Matthiessen adopterade denne hustruns barn med Bernadotte.